# Santillana del Mar
Santillana del Mar is een gemeente in de Spaanse provincie Cantabrië in de regio Cantabrië met een oppervlakte van 29 km². Santillana del Mar telt 4.184 inwoners (1 januari 2016).
Het dorpscentrum van Santillana del Mar telt veel historische gebouwen.  De geschiedenis van het benedictijnenabdij Colegiata Santa Juliana gaat terug tot de 12e eeuw en heeft nog veel van zijn oorspronkelijke karakter behouden. Op het plein staat de Torre de don Borja uit de 15e eeuw vernoemd naar Don Borja Barreda. Verder zijn er veel mooi versierde herenhuizen met op de gevel de wapens van oude Spaanse adellijke families. Het dorp ademt nog steeds een middeleeuwse sfeer, wegverkeer is nauwelijks toegestaan waardoor het veel op een openluchtmuseum lijkt. 
Dicht bij dit dorp ligt de grot van Altamira. In deze grot zijn zo'n 150 rotstekeningen van bizons, herten, paarden, zwijnen en mensen te vinden die zo'n 15.000 jaar oud zijn. 
Men zegt dat de naam drie leugens bevat: "Santa" (heilig), "llana" (vlak) en "del Mar" (aan de zee). Het dorp is niet heilig, is erg heuvelachtig en is enkele kilometers verwijderd van de zee. In werkelijkheid komt de naam van de heilige Juliana (of Santa Illana) van wie de resten worden bewaard in de Benedictijnerabdij Colegiata Santa Juliana (12de eeuw).
Jean-Paul Sartre maakte melding van het dorp in zijn werk La Nausée. Een van de personages beweert dat Santillana del Mar het mooiste dorp van Spanje is.

## Demografische ontwikkeling
Bron: INE; 1857-2011: volkstellingen

## Fotogalerij

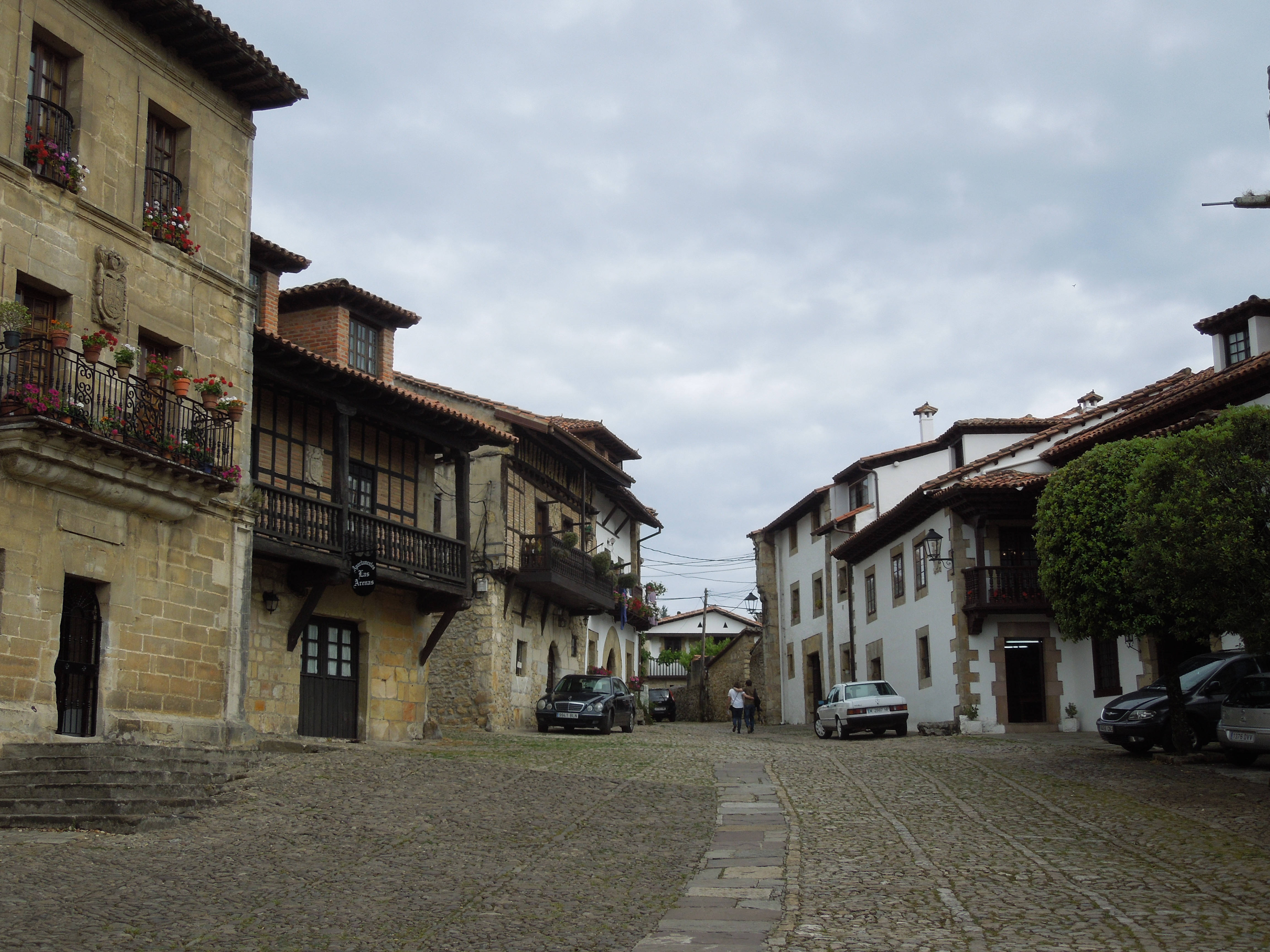
Straatbeeld
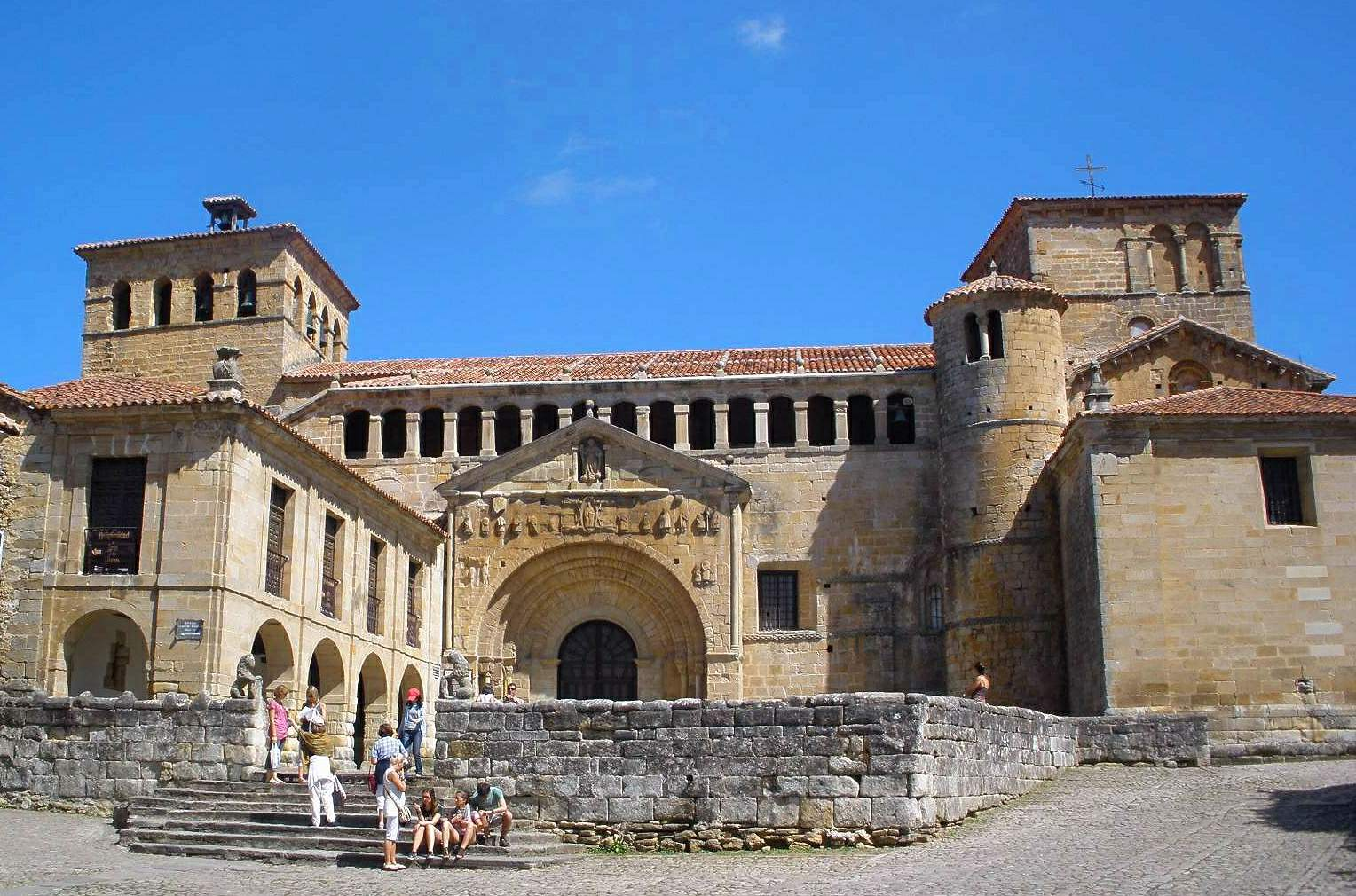
Santa Juliana
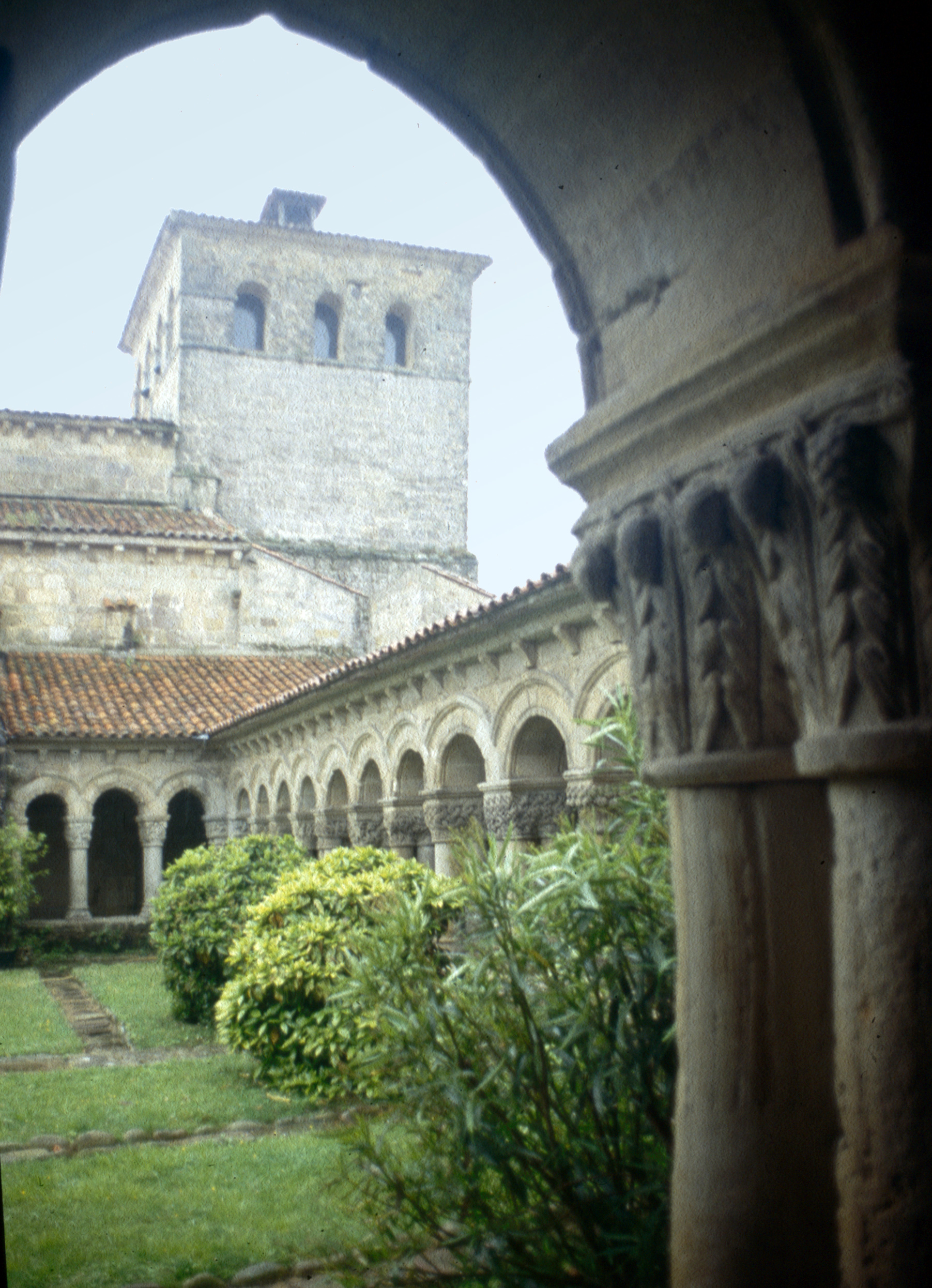
Santa Juliana
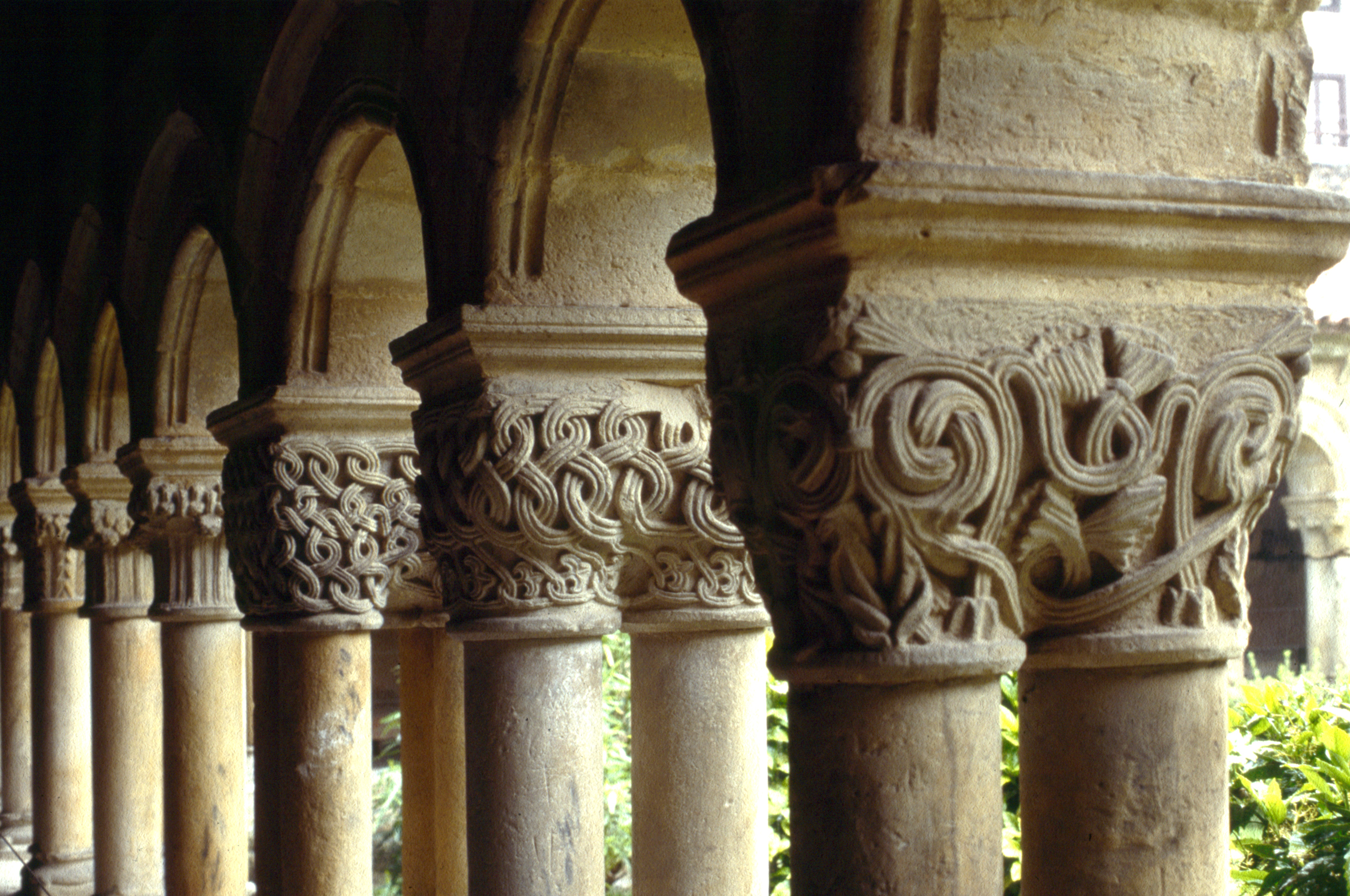
Santa Juliana
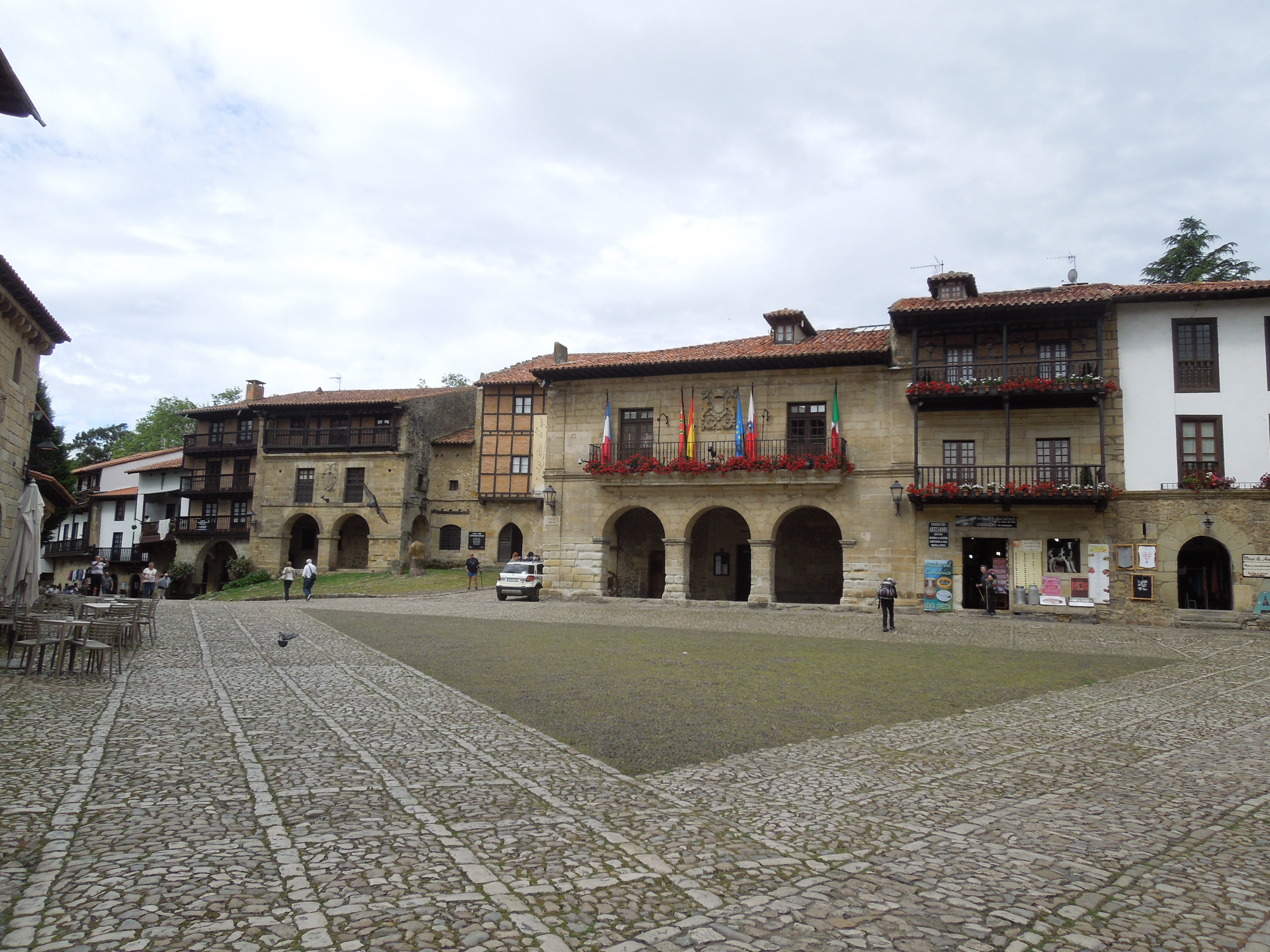
Plaza Mayor met stadhuis in het midden
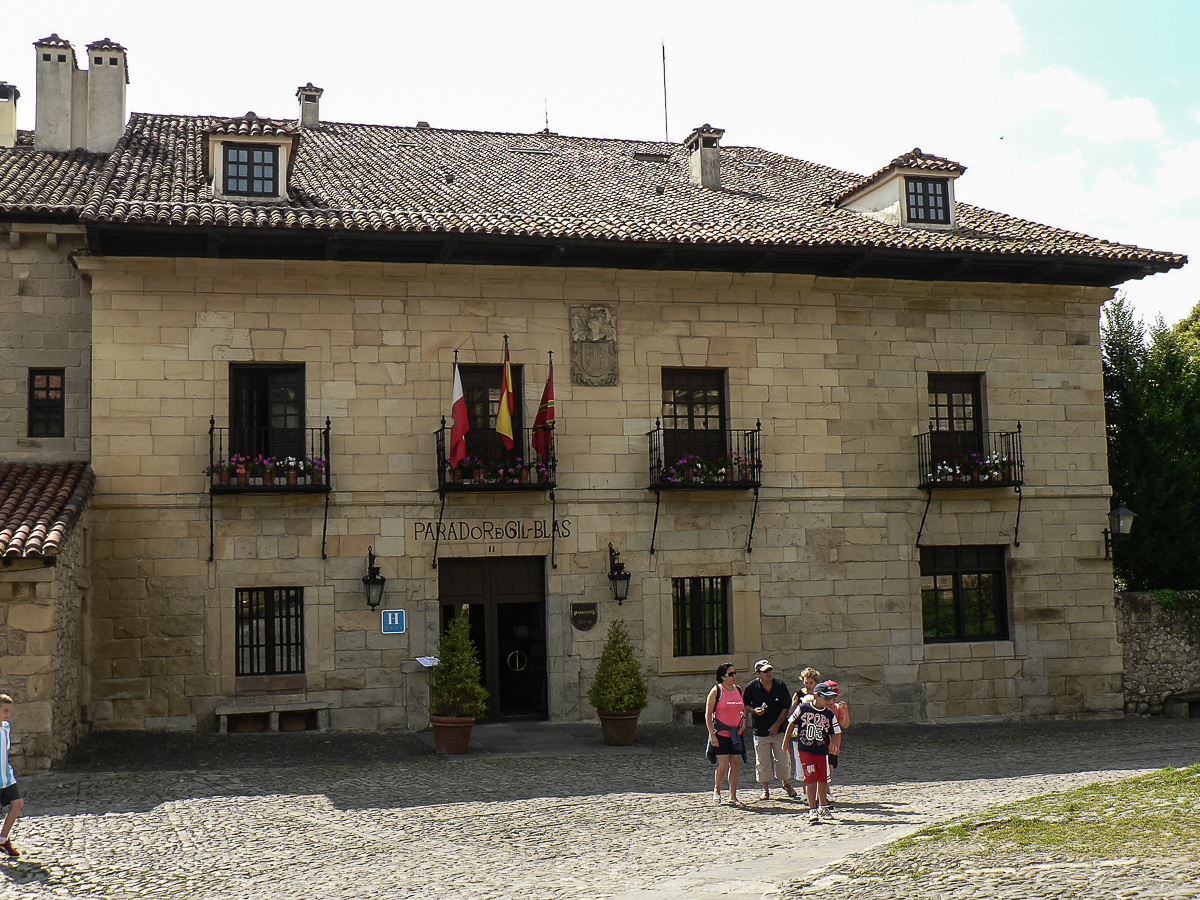
Parador Gil Blas